# 本覚寺 (岡山市)
本覚寺（ほんがくじ）は、岡山県岡山市北区御津鹿瀬にある、不受不施日蓮講門宗の本山。山号は久遠山。

## 歴史
- 1885年（明治18年）に不受不施日蓮講門宗は、本覚寺を建立する。

## 交通アクセス
- JR津山線建部駅から徒歩40分。

## 関連寺院
- 大安寺 (岡山市)
- 霊源寺 (岡山市)

## 参考資料
- 岡山市史編集委員会「岡山市史 宗教教育編」岡山市役所、1968年（昭和43年）